# Hector Rail
Hector Rail is een Zweedse spoorwegonderneming met maatschappelijke zetel in Hallsberg en is uitsluitend actief in het goederenvervoer. 

## Geschiedenis
In december 2004 reed de eerste goederentrein van Hector Rail, met gehuurde locomotieven van het Zweedse type Rc, de meest voorkomende elektrische locomotief in Zweden. Vanaf de zomer van 2005 reed Hector Rail met eigen locomotieven door Zweden en Noorwegen. Vanaf 1 januari 2008 werd ook toestemming verkregen om in Denemarken en Duitsland te rijden.

## Materieel
Hector Rail volgt het onderstaande schema voor de reeksnummering van zijn locomotieven:
- het eerste cijfer betreft het aantal spanningssystemen ("9" is een dieselaandrijving);
- het tweede cijfer betreft het aantal assen;
- het derde cijfer is een volgnummer.

- 3x reeks 141, (ex-ÖBB 1012)
- 11x reeks 142, (ex-ÖBB 1142)
- 6x reeks 161, (ex-NSB El 15)
- 14x reeks 241, (Bombardier TRAXX F 140 AC2),
- 7x reeks 242, (Siemens ES64 U2, Taurus),
- 2x reeks 441, (Siemens ES 64 F4)
- 4x reeks 841, (ex SJ T43)
- 3x reeks 921, (ex SJ Z70)
- 2x reeks 941, (Vossloh G 2000-5 BB)
- 2x reeks 942, (MaK/Siemens G 1205 BB)

Op 27 maart 2013 werd bekend dat Hector Rail 42 rijtuigen van het NS type ICK gekocht van NSFS (NS Financial Services). De Zweedse vervoerder wil complete reizigerstreinen aanbieden op de Zweedse markt. De rijtuigen worden bij Electroputere VFU Paşcani in Roemenië gereviseerd. Als tractie werden twee locomotieven van het type Siemens Taurus extra geleased. Levert wel zijn locomotieven als trekkracht voor de getrokken MTR Express treinen.